# McAlisterville
McAlisterville es un lugar designado por el censo (en inglés, census-designated place, CDP) ubicado en el condado de Juniata, Pensilvania, Estados Unidos. Según el censo de 2020, tiene una población de 920 habitantes.

## Geografía
La localidad está ubicada en las coordenadas 40°38′17″N 77°16′23″O / 40.63806, -77.27306 (40.637977, -77.273010).

## Demografía
Según la Oficina del Censo, en 2000 los ingresos medios de los hogares de la localidad eran de $23,047 y los ingresos medios de las familias eran de $32,411. Los hombres tenían ingresos medios por $25,893 frente a los $22,120 que perciben las mujeres. Los ingresos per cápita para la localidad eran de $16,821. Alrededor del 12.8% de la población estaba por debajo del umbral de pobreza.
De acuerdo con la estimación 2017-2021 de la Oficina del Censo, los ingresos medios de las familias son de $76,354. Alrededor del 14.7% de la población está por debajo del umbral de pobreza.